# Fantasia in do maggiore per pianoforte

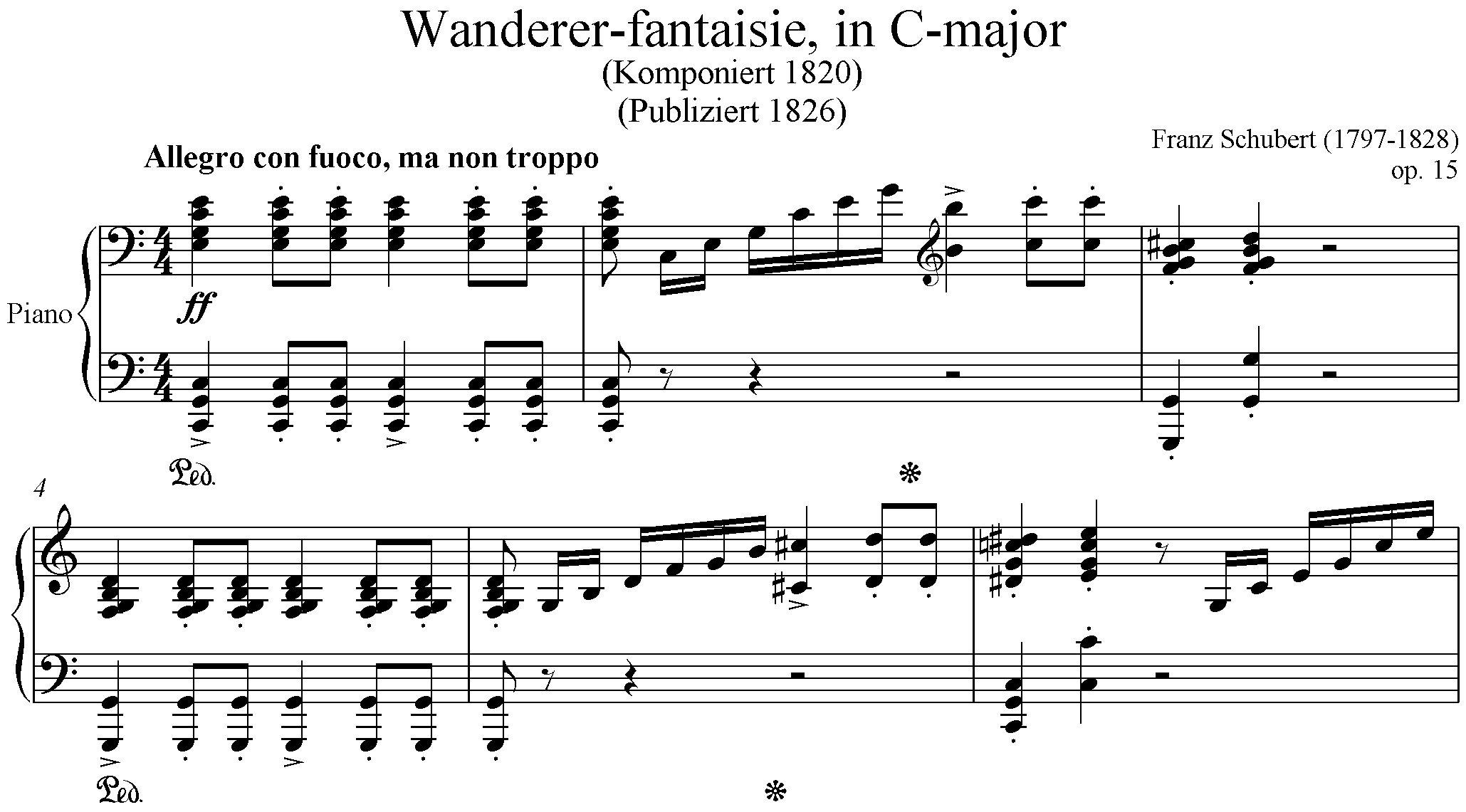
Le prime sei battute della Fantasia D760

La Fantasia in Do maggiore D 760 op. 15 o Wanderer Fantasie è una composizione per pianoforte che Franz Schubert scrisse nel 1822.

## Storia
Nel novembre del 1822, poco prima del manifestarsi della malattia che lo avrebbe condotto a morire a soli trentuno anni, Schubert ricevette l'incarico per una composizione pianistica da un agiato proprietario terriero, Emanuel Karl von Liebenberg-Zittin che era stato, anni prima, alunno di Johann Nepomuk Hummel. La commissione, remunerata, era per il musicista di vitale importanza per ragioni economiche ed ebbe la precedenza su altre idee compositive che avrebbero portato un esito probabilmente non retribuito. È stato ipotizzato che questo lavoro possa esser stato la causa dell'interruzione della composizione della Sinfonia in Si minore Incompiuta
Il ricco committente era un pianista dilettante, ma dotato di una notevole tecnica e desiderava un brano che mettesse in risalto la sua capacità virtuosistica. Schubert scrisse una Fantasia secondo le aspettative, con notevoli passaggi di bravura e di difficoltà, oltrepassando tutti i lavori pianistici da lui scritti in precedenza e lontano dal carattere lirico e intimo della sua musica; secondo quanto dicevano gli amici, egli stesso non fu mai in grado di eseguire il pezzo in modo soddisfacente.
La Fantasie in Do maggiore è nota con il titolo apocrifo di Wanderer Fantasie poiché il compositore ha utilizzato nel secondo movimento, Adagio, la melodia del suo stesso Lied, Der Wanderer, scritto nel 1816. 
La composizione, per il suo aspetto brillante e virtuosistico, incontrò il favore del pubblico e fu per questo pubblicata dagli editori Cappi & Diabelli pochi mesi dopo. Franz Liszt, estimatore di Schubert, fu subito attirato dalla Fantasie e la eseguì spesso nei suoi concerti; in seguito ne realizzò anche una versione rielaborata per pianoforte e orchestra.
L'opera costituisce uno dei pilastri dell'ampio bagaglio compositivo di Schubert che in essa assimila tutte le sue esperienze precedenti, rendendo la Fantasie un manifesto pianistico del suo secolo, l'Ottocento.

## Struttura e analisi
È composta da quattro movimenti collegati fra loro, che riprendono l'articolazione tipo di una sonata classica per pianoforte:
- Allegro con fuoco ma non troppo (Do maggiore)
- Adagio (Mi maggiore)
- Presto (La bemolle maggiore)
- Allegro (Do maggiore)

Il tutto è originato da una sola cellula ritmica, tratta dall'omonimo Lied Der Wanderer, sempre di Schubert. In particolare l'Adagio con variazioni riprende il tema centrale del Lied, con le parole Die Sonne dünkt mich hier so kalt... (il sole mi pare così freddo qui). Schubert aveva già utilizzato melodie tratte dai suoi Lieder, come Die Forelle nel Quintetto in La maggiore La trota o Der Tod und das Mädchen nel Quartetto La morte e la fanciulla. 
La composizione ha un carattere ciclico, si basa infatti sempre su modificazioni del tema di base in ogni successivo movimento;  i quattro tempi si susseguono senza soluzione di continuità, avvicinandosi allo schema classico della sonata, ma discostandosi da essa nella struttura tonale, oltrepassa infatti la contrapposizione tipica tra tonica, dominante e sottodominante utilizzando invece intervalli di terza maggiore.
Proprio perché tecnicamente complicata e musicalmente elevatissima, la Wanderer è diventata per molti pianisti un cavallo di battaglia. Fra i maggiori esecutori si annoverano Sviatoslav Richter, Maurizio Pollini, Alfred Brendel, Murray Perahia.